# 岩石の一覧
岩石の一覧（がんせきのいちらん）では、岩石の種類を列記する。岩石は大きく火成岩、堆積岩、変成岩の3種に分類できる。しかし、その境界は不明瞭で、あくまで人為的なものである。それぞれを細分した場合の境界も同様であり、定義によって岩石名が変わる。

## 火成岩
火成岩（igneous rock）は、マグマが固まってできた岩石。火山岩、半深成岩、深成岩に分けられる。

化学組成による火山岩の分類

- 火山岩（volcanic rock、噴出岩）
  - 流紋岩（rhyolite）／石英粗面岩（liparite）
    - 黒曜岩（obsidian）
    - 松脂岩（pitchstone、ピッチストーン）
    - 真珠岩（perlite、パーライト）
    - 球顆流紋岩（spherulitic rhyolite）
    - アルカリ流紋岩（alkali rhyolite）

  - 粗面岩（trachyte、トラカイト）
    - アルカリ粗面岩（alkali trachyte）

  - 響岩（phonolite、フォノライト）
    - 霞石響岩（nepheline phonolite）
    - 白榴石響岩（leucite phonolite）

  - デイサイト（dacite、石英安山岩）
  - 安山岩（andesite）
    - 角閃石安山岩（hornblende andesite）
    - 輝石安山岩（pyroxene andesite）
      - 普通輝石安山岩（augite andesite）
      - 紫蘇輝石安山岩（hypersthene andesite）
      - 古銅輝石安山岩（bronzite andesite）
      - 両輝石安山岩（複輝石安山岩、two pyroxene andesite）

    - 橄欖石安山岩（olivine andesite）
    - 讃岐岩（sanukite、サヌカイト）
    - 無人岩（boninite、ボニナイト）
    - プロピライト（propylite、変朽安山岩）

  - 粗面安山岩（trachyandesite）／ラタイト（latite）
    - 石英ラタイト

  - 玄武岩（basalt）
    - ソレアイト（tholeiite）
    - 橄欖石ソレアイト（olivine tholeiite）
    - アルカリ橄欖石玄武岩（alkali olivine basalt）
    - アルカリ玄武岩（alkali basalt）
      - ベイサニトイド（basanitoid）

    - ピクライト（picrite）

  - 粗面玄武岩（trachybasalt）
  - コマチアイト（komatiite）
- 半深成岩（hypabyssal rock、脈岩）
  - 斑岩（porphyry、ポーフィリー）
    - 石英斑岩（quartz porphyry）
    - 花崗斑岩（granite porphyry）
    - 閃長斑岩（syenite porphyry）
    - モンゾニ斑岩（monzonite porphyry）
    - 文象斑岩（granophyre、グラノファイア）

  - 珪長岩（felsite、フェルサイト）
  - アプライト（aplite、半花崗岩）
    - 曹長岩（albitite、アルビタイト）

  - ペグマタイト（pegmatite、巨晶花崗岩）
  - ひん岩（porphyrite）
    - 閃緑ひん岩（diorite porphyrite）
    - 輝緑ひん岩（diabase porphyrite）

  - ドレライト（dolerite、粗粒玄武岩）／輝緑岩（diabase、ダイアベイス）
    - 変輝緑岩（metadiabase）

  - ランプロファイア（lamprophyre、煌斑岩）
    - カンプトナイト（camptonite）

- 深成岩（plutonic rock）
  - 花崗岩（granite）

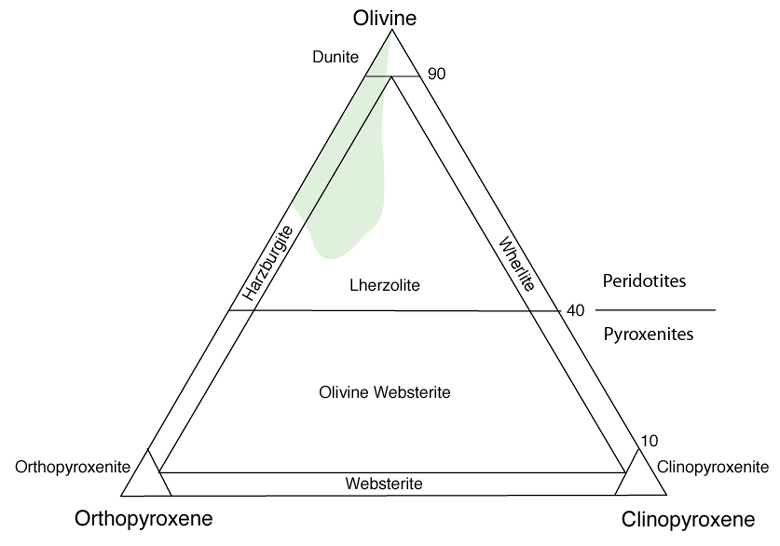
超苦鉄質岩（有色鉱物90%以上）の分類

    - 白雲母花崗岩（muscovite granite）
    - 黒雲母花崗岩（biotite granite）
    - 両雲母花崗岩（複雲母花崗岩、two mica granite）
    - 角閃石黒雲母花崗岩（hornblende biotite granite）
    - 角閃石花崗岩（hornblende granite）
    - 普通輝石花崗岩（augite granite）
    - 斑状花崗岩（porphyritic granite）
    - 文象花崗岩（graphic granite）
    - 微文象花崗岩（micrographic granite）
    - 片麻状花崗岩（gneissose granite）
    - アルカリ花崗岩（alkali granite）

  - 閃長岩（syenite）
    - 石英閃長岩（quartz syenite）
    - アルカリ閃長岩（alkali syenite）

  - 準長石閃長岩
    - 霞石閃長岩（ネフェリン閃長岩、nepheline syenite）
    - 白榴石閃長岩（リューサイト閃長岩、leucite syenite）

  - モンゾニ岩（monzonite）
    - 石英モンゾニ岩（quartz monzonite）／アダメロ岩（adamellite）
    - ケンタレン岩（kentallenite）／橄欖石モンゾニ岩（olivine monzonite）

  - 花崗閃緑岩（granodiorite）
  - トーナル岩（tonalite）
  - 閃緑岩（diorite）
    - 石英閃緑岩（quartz diorite）

  - 斑れい岩（gabbro）
    - 石英斑れい岩（quartz gabbro）
    - 角閃石斑れい岩（hornblende gabbro）
    - 異剥輝石斑れい岩（diallage gabbro）
    - 橄欖石斑れい岩（olivine gabbro）
    - ノーライト（norite）
    - トロクトライト（troctolite）
    - 変斑れい岩（metagabbro）

  - 斜長岩（anorthosite、アノーソサイト）
  - かんらん岩（peridotite）
    - ダンかんらん岩（dunite、ダナイト）
    - 斜方輝石かんらん岩（harzburgite、ハルツバージャイト）／サクソナイト（saxonite）
    - 複輝石かんらん岩（lherzolite、レルゾライト）
    - 単斜輝石かんらん岩（wehrlite、ウェールライト）
    - 輝石角閃石かんらん岩
    - 角閃石かんらん岩（hornblende peridotite）／コートランダイト（cortlandite）
    - キンバーライト（kimberlite）／雲母かんらん岩（mica peridotite）

  - 輝石岩（輝岩、pyroxenite、パイロクシナイト）
    - 斜方輝石岩（orthopyroxenite）
    - ウェブステライト（websterite、複輝石岩）
    - 単斜輝石岩（clinopyroxenite）
      - 異剥輝石岩（diallagite）

    - 橄欖石斜方輝石岩
    - 橄欖石複輝石岩
    - 橄欖石単斜輝石岩
    - 橄欖石角閃石輝石岩
    - 角閃石輝石岩

  - 角閃石岩（hornblendite）
    - 橄欖石角閃石岩
    - 橄欖石輝石角閃石岩
    - 輝石角閃石岩

  - 蛇紋岩（serpentinite）
    - ロジン岩（rodingite）
    - リザード岩（lizarditite）

  - 蛇灰岩（ophicalcite）
  - カーボナタイト（carbonatite）

## 堆積岩
堆積岩（sedimentary rock）は、堆積物が続成作用を受けてできた岩石。
- 砕屑岩（clastic rock）
  - 礫岩（conglomerate）
  - 角礫岩（breccia）
  - 砂岩（sandstone）
    - アルコーズ（arkose、arkose sandstone、長石質砂岩、花崗岩質砂岩）
    - グレーワッケ（graywacke、硬砂岩）
    - ワッケ質砂岩（wacke sandstone）
    - オルソコーツァイト（オルソクォーツァイト）（orthoquartzite、正珪岩）
    - 海緑石砂岩（glauconite sandstone）

  - 泥岩（mudstone）
    - シルト岩（siltstone）
    - 粘土岩（claystone）
    - 泥灰岩（marl）

  - 頁岩（shale、シェール）
    - 黒色頁岩（black shale）
    - 珪質頁岩（siliceous shale）

  - 粘板岩（slate、スレート）
- 火山砕屑岩（火砕岩、pyroclastic rock）
  - 集塊岩（凝灰集塊岩、agglomerate）
  - 火山角礫岩（volcanic breccia）
  - 凝灰角礫岩（tuff breccia）
  - ラピリストーン（lapillistone）
  - 火山礫凝灰岩（lapilli tuff）
  - 凝灰岩（tuff）
    - 溶結凝灰岩（welded tuff）
    - 軽石凝灰岩（pumice tuff）
    - 緑色凝灰岩（green tuff、グリーンタフ）
    - 輝緑凝灰岩（schalstein）
- 生物岩（生物的沈殿岩）
  - 石灰岩（limestone）
    - 紡錘虫石灰岩（フズリナ石灰岩、fusulina limestone）
    - 礁性石灰岩（reef limestone）
    - チョーク（chalk、白亜）

  - 苦灰岩（dolostone、ドロマイト、白雲岩）
  - チャート（chert）
  - 珪藻土（diatomite）
  - ストロマトライト（stromatolite）
  - 石炭（coal）
    - 瀝青炭（bituminous coal）

  - 琥珀（amber）
- 化学的沈殿岩
  - 石灰岩（limestone）
    - トラバーチン（travertine）

  - 苦灰岩（dolostone、ドロマイト、白雲岩）
  - チャート（chert）
- 蒸発岩（evaporite）
  - 岩塩（halite）
  - 石膏（gypsum）

## 変成岩
変成岩（metamorphic rock）は、既存の岩石が変成作用を受けてできた岩石。
- 接触変成岩（contact metamorphic rock、熱変成岩）
  - ホルンフェルス（hornfels）
    - 黒雲母ホルンフェルス（biotite hornfels）
    - 紅柱石ホルンフェルス（andalusite hornfels）
    - 菫青石ホルンフェルス（cordierite hornfels）

  - 結晶質石灰岩（crystalline limestone）／大理石（marble）
  - 珪岩（quartzite）
  - スカルン（skarn）
  - 直閃石菫青石岩（anthophyllite cordierite rock）
  - グライゼン（greisen、英雲岩）
- 広域変成岩（regional metamorphic rock）
  - 千枚岩（phyllite）
    - 砂質千枚岩（psammitic phyllite）
    - 泥質千枚岩（pelitic phyllite）

  - 結晶片岩（片岩、schist）
    - 黒色片岩（black schist）／泥質片岩（pelitic schist）
      - 石墨片岩（graphite schist）
      - 雲母片岩（mica schist）
        - 黒雲母片岩（biotite schist）
        - 絹雲母片岩（sericite schist）

    - 石英片岩（quartz schist）
      - 紅簾石石英片岩（piemontite quartz schist）

    - 紅簾石片岩（piemontite schist）
    - 藍閃石片岩（glaucophane schist）／青色片岩（blue schist）
    - 緑色片岩（green schist）／塩基性片岩（basic shist）
      - 緑泥石片岩（chlorite schist）
      - 緑簾石片岩（epidote schist）
      - アクチノ閃石片岩（緑閃石片岩、actinolite schist）
      - 点紋片岩（spotted schist）

    - 礫岩片岩（conglomerate schist）

  - 片麻岩（gneiss）
    - 黒雲母片麻岩（biotite gneiss）
    - 角閃石片麻岩（hornblende gneiss）
    - 花崗片麻岩（granite gneiss）
    - 眼球片麻岩（augen gneiss）

  - ミグマタイト（migmatite）
  - 角閃岩（amphibolite）
    - 緑簾石角閃岩（epidote amphibolite）
    - 縞状角閃岩（banded amphibolite）

  - グラニュライト（granulite、白粒岩）
  - エクロジャイト（eclogite、榴輝岩）
- 動力変成岩（dynamic metamorphic rock）
  - 圧砕岩（mylonite、マイロナイト）